# Jatka č. 5 (film)
Jatka č. 5 je americký válečný film s prvky sci-fi na motivy stejnojmenného románu od Kurta Vonneguta.

## Odchylky od předlohy
Kromě zestručnění je ve filmu několik odchylek od předlohy. například:
Je vynechán celý úvod, ve kterém Vonnegut potkává svého starého spolubojovníka a rozhodne se pojmenovat příběh „křížová výprava dětí“. Úvodní scéna filmu, ve které Billy píše dopis do novin, je v románu až později.
Ve filmu také chybí 2 postavy z knihy, Kilgore Trout a Vonnegut. Chybí i scéna, kdy Billy sleduje film o bombardérech nejprve normálně a potom pozpátku, protože ve filmu by to nemělo efekt jako v knize, a to i přes Vonnegutovy námitky.
Nejsou obsaženy i opakované zmínky o hmyzu chyceném v jantaru. Také je zkrácena scéna Pilgrimova únosu na planetu Trafalmador, kde jsou vynechány detaily jako létající talíř a podobně.
Derbyho poprava za rabování je ve filmu vykonána ihned po tom, kdy bezelstně vzal malou porcelánovou figurku z trosek. V knize nejprve proběhne soud za vzetí čajové konvice.
Vonnegutova oblíbená hláška „tak to chodí“, která je v knize zopakovaná průběžně celkem 106x, se ve filmu neobjeví ani jednou.

## Obsazení
Údaje z 
| Michael Sacks   | Billy Pilgrim           |
| Ron Liebman     | Paul Lazzaro            |
| Eugene Roche    | Edgar Derby             |
| Sharon Gans     | Valencia Merble Pilgrim |
| Valerie Perrine | Montana Wildhack        |
| Holly Near      | Barbara Pilgrim         |
| Kevin Conway    | Roland Weary            |
| Roberts Blossom | Divoký Bob              |
| Richard Schaal  | Howard W. Campbell Jr   |
| Henry Bumstead  | Eliot Rosewater         |

## Hodnocení a ocenění
Film vyhrál cenu poroty na filmovém festivalu v Cannes v roce 1972. Dále vyhrál ceny Hugo a Saturn a několik dalších ocenění. Sacks byl nominován za svou roli na Zlatý glóbus.
V úvodu k Between Time and Timbuktu Vonnegut píše krátce po uvedení filmu:
Miluji George Roy Hilla a Universal Pictures, kteří provedli bezchybný přepis mého románu Jatka č. 5 na stříbrné plátno ... Zalykám se štěstím pokaždé vidím tento film, protože je tak sladěný s tím co jsem cítil když jsem psal knihu.

## Česká stopa
Scény které se odehrávají v Drážďanech se natáčely v Praze na Hradčanech a v již zaniklé části Mostu. Zbytek filmu se natáčel v Minnesotě.
Hlavním kameramanem filmu byl Miroslav Ondříček. Dále se na filmu podílela Věra Líznerová jako asistentka architekta. Čeští herci byli obsazeni do několika menších rolí. Například Oto Ševčík hrál německého důstojníka a Emil Iserle muže na ulici.